# 成功大學MP3事件
成功大學MP3事件，簡稱成大MP3事件，是2001年台灣成功大學學生侵害著作權事件。

## 始末
2001年4月11日，台南地檢署因接獲財團法人國際唱片業交流基金會（IFPI Members' Foundation in Taiwan，以下簡稱「台灣IFPI」）的檢舉，前往國立成功大學（成大）學生宿舍「勝一舍」搜索，查獲十四名學生涉嫌違反《著作權法》，非法下載MP3音樂及架設網站提供一萬八千多首歌的MP3音樂供人下載。該搜索行動引起學生強烈反彈與恐慌，學生組成自救會，楊蕙如擔任自救會會長。在台南地檢署進入成大搜索遭媒體曝光後，法務部部長陳定南，將台南地檢署檢察長林朝陽調往最高檢察署，以及於2001年4月19日一天內調動21位檢察長。
十四位涉案學生日后簽署認錯道歉書，並花费約每人新台幣四萬五千元廣告費登報道歉。台灣IFPI在學生登報道歉後正式撤回告訴。成大校方感謝台灣IFPI撤回告訴，修訂校規，將涉案學生移交學生獎懲委員會。為避免學生觸法，各大學因寒蟬效應一度禁用下載MP3音樂相關軟體。後終於導致架設於台灣學術網路內、成立於1997年的台灣最大日本動畫OP/ED下載網站《光之大陸★伊莉琴斯》（bbs.irradiance.net）關站。
2001年5月29日，教育部成立「教育部網路法律諮詢委員會」，研擬校園網路使用自律規範。
2001年8月17日，台灣IFPI官方網站發布〈IFPI關於成功大學MP3事件書面聲明〉，呼籲學生尊重智慧財產權，「停止一切非理性之抗爭及錯誤之訴求，勇於道歉，面對已經造成錄音著作權人損害之法律事實」。同日，台灣IFPI、台灣軟體聯盟（台灣BSA，商業軟體聯盟台灣代表）、台北市音樂著作權代理人協會（台灣MPA）等權利人代表，接受教育部三項承諾：㈠涉案學生登報道歉，㈡學校依校規處分涉案學生，㈢教育部儘速制定校園網路使用規範。

## 後續影響
該事件發生後，對當時台灣有全民犯罪之可能，因此自2003年6月6日，中華民國立法院通過修法，於著作權法第91條，明定個人非營利使用時，若重製數量在五份以內、價值三萬元新台幣以下，就不受處罰。但在美國政府施壓下，於2004年8月24日修正，將非營利使用及數量金額條件，修改為在合理使用範圍內不罰。

## 大眾文化
- 林毅安的饒舌歌〈成大MP3事件〉諷刺台灣IFPI與台南地檢署只敢抓學生非法下載或提供MP3音樂，卻不敢抓盜版商。
- 2016年電影《極樂宿舍》部分劇情影射此事件。

## 外部連結
- 學生登報道歉 成大MP3事件落幕
- 成大MP3事件始末[]
- 成大MP3事件有關著作權法問題的說明 （页面存档备份，存于）
- 焦點企劃：成大MP3事件！！
- 成大mp3事件 - YouTube （页面存档备份，存于）